# カナダの地方政府
カナダの地方政府（カナダのちほうせいふ、英語: Local government in Canada）は、選挙によって選ばれ、その選挙民たちを代表して何らかの決定を行う法的権限が与えられている全ての地方政府を含み得るが、連邦政府、州や準州、先住民族（ファースト・ネーション）の統治機構であるバンドは定義から除外される。地方政府の例として含まれるものとしては、基礎自治体、教育委員会、衛生当局 (health authorities)、病院委員会 (hospital boards) などが挙げられる。
カナダにおいて、最も一般的な地方政府は基礎自治体であり、地域的なサービス、施設、治安、インフラストラクチャーをコミュニティに提供する。基礎自治体は、一般的な目的のための地域行政体であり、基礎自治体の範囲として地理的に定義された領域の内部において全ての住民にサービスを提供する。
カナダにおける統治機構は、連邦、州や準州、地域・基礎自治体という3層を成している。 1867年憲法法（英領北アメリカ法）第92条8項は「各地方において立法府は法律の制定によって ... 地方内に基礎自治体を組織できる (In each Province the Legislature may exclusively make Laws in relation to... Municipal Institutions in the Province.)」と定めている。このため地方政府は「州の創造物 (creatures of the provinces)」と称される。2002年頃の時点のカナダには、およそ 3,700 団体の基礎自治体があったとされる。
地方自治の組織は複雑なものである。例えば、一部の地方では、地方自治の階層が何層にも積み重なっており、地域政府 (regional governments)、郡政府 (county governments)、基礎自治体 (municipal governments) が並存している。また、未編入地域 (unincorporated areas) に特別なサービスを提供する組織もある。基礎自治体も、その形態は多様であり、市 (cities)、町 (towns)、村 (villages) などがある。また、無数の特定目的で設立された公的機関 (specific purpose authorities) も存在している。

オンタリオ州だけでも、こうした様々な地方政府が2000以上あり、その中には「警察委員会 (police commissions)」、「保健局 (health units)」、「保護局 (conservation authorities)」「公共施設委員会 (public utilities commissions)」、「公園委員会 (parks boards)」、教育委員会などが含まれている (Tindal & Tindal 1995, p. 2)。学校は通常、地元の教育委員会が運営しており「学校理事 (school trustees)」が選挙で選ばれている。—インフラ地域開発省（オーストラリア）